# Akademska folklorna skupina France Marolt
Akademska folklorna skupina France Marolt je folklorna skupina, ki jo je leta 1948 s pomočjo Glasbene matice ustanovil etnomuzikolog in tedanji ravnatelj Glasbeno-narodopisnega inštituta, France Marolt.
Skupina je gostovala skoraj v vseh evropskih državah, pa tudi v Alžiriji, Argentini, Egiptu, Izraelu, Južni Koreji, Kanadi, Siriji, Tuniziji in v Združenih državah Amerike.

### Zgodovina
Skupina je v nekaj letih pripravila in začela izvajati plese vseh petih najznačilnejših delov etnične Slovenije: Koroške, Panonije, Primorske, Gorenjske in Bele krajine.
Glasbene priredbe plesnih postavitev sta prvotno oblikovala France in Tončka Marolt priredbe postavitev Mirka Ramovša pa so delo etnomuzikologa Julijana Strajnarja in dr. Draga Kuneja z izjemo prekmurskih svatbenih plesov, ki so delo skladatelja Uroša Kreka. V času, ko so skupino vodili umetniški vodje dr. Tomaž Simetinger, Anže Kerč in Jasna Žitnik, so pri priredbah sodelovali Peter Vendramin, Nina Volk, Oskar Stopar in Klemen Bojanovič, pri letnih produkcijah pa so začeli sodelovati tudi drugi koreografi, kot so Anja Cizel, Sašo Žepuhar, Luka Kropivnik. 

### Umetniško vodstvo
Od leta 2016 do 2017 je funkcijo umetniškega vodje opravljal zgodovinar in nemcist Anže Kerč. V letu 2018 je skupino prevzela Jasna Žitnik, od leta 2020 pa skupino umetniško vodi Luka Kropivnik.

### Prostori
Do leta 2017 je skupina svoj sedež imela v prostorih palače Kazina na Kongresnem trgu 1, danes pa ima svoje prostore na Dunajski 56.

## Nagrade
- Evropska nagrada za ljudsko umetnost - 1974
- Red bratstva in enotnosti s srebrnim vencem
- Zlati častni znak svobode Republike Slovenije
- Srebrna plaketa Univerze v Ljubljani
- Zlata plaketa Univerze v Ljubljani
- Nagrada mesta Ljubljane
- Maroltova plaketa
- Župančičeva nagrada
- Častno priznanje ZKD Ljubljana